# Carolina Bescansa
Carolina Bescansa Hernández, née le 13 février 1971, est une femme politique espagnole membre de Podemos.
Elle est élue députée de la circonscription de Madrid lors des élections générales de décembre 2015.

## Biographie

### Formation
Carolina Bescansa Hernández est docteure en sciences politiques et sociologie par l'Université complutense de Madrid. Elle est spécialisée en sciences politiques et droit constitutionnel.

### Activités politiques
Elle est secrétaire d'analyse politique, du programme et du processus constituant de Podemos dont elle est cofondatrice.
Le 20 décembre 2015, elle est élue députée pour Madrid au Congrès des députés et réélue en 2016.
En janvier 2016, le jour de la constitution du Parlement, elle emmène son nourrisson de six mois qu'elle allaite sur les bancs du Congrès des députés provoquant une polémique.